# Mannix
Mannix är en amerikansk deckarserie som sändes 1967–1975 på TV-kanalen CBS. Serien skapades av Richard Levinson och William Link och utvecklades av TV-producenten Bruce Geller. Huvudkaraktären Joe Mannix är en armenisk-amerikansk privatdetektiv som spelas av Mike Connors, en amerikansk skådespelare som själv har armeniskt ursprung.

## Seriens inledning
Under den första säsongen arbetade Joe Mannix för den stora detektivbyrån Intertect, vilket i början också var den tänkta titeln på hela serien. Hans överordnade var Lew Wickersham, spelad av Joseph Campanella.

## Rollista i urval
- Mike Connors – Joe Mannix
- Gail Fisher – Peggy Fair
- Ward Wood – Lt. Art Malcolm
- Ron Nyman – Sergeant Charley
- Joseph Campanella – Lew Wickersham
- Robert Reed – Lt. Adam Tobias

## Utmärkelser
Mike Connors och Gail Fisher har båda vunnit Golden Globe Awards och Emmy Awards för sina respektive insatser i serien. Serien har själv varit nominerad såväl till Emmy Award for Best Dramatic Series som till Golden Globe Award. Mann Rubin har också fått en utmärkelse i form av en Edgar Award för sitt arbete med filmen.